# Lokichogio
Lokichogio est une ville située au nord-ouest du Kenya dans le comté de Turkana frontalier de l'Ouganda, de Soudan du Sud et de l'Éthiopie. Elle dispose d'un aéroport utilisé par l'ONU pour des projets d'aide humanitaire, d'un lycée, et se situe à proximité d'un poste-frontière sur la frontière entre le Kenya et le Soudan du Sud. Sa localisation stratégique ainsi que ses infrastructures de transport en ont fait une plaque tournante de distribution de l'aide internationale par l'opération Lifeline Sudan pendant la seconde guerre civile soudanaise,. Elle est aussi à cette époque un lieu de rencontre entre belligérants engagés dans le conflit d'une part, et responsables d'ONG diplomates ou fonctionnaires de l'ONU d'autre part,,.

## Histoire
Selon le pédiatre Zygmunt L. Ostrowski, qui a exercé longuement en Afrique dans des ONG humanitaires internationales, Lokichogio était jusque dans les années 1960 un petit village, dont l’urbanisation s'est rapidement développée à la suite de la construction de sa base aérienne. Les deux guerres civiles soudanaises, de 1955 à 1972 puis de 1983 à 2005 ont accéléré cette transformation. D'autres infrastructures, comme des hôtels, y ont été construites pour accueillir le personnel des ONG dans des conditions de vie agréables et sécuritaires, tout en étant près des combats et des populations en détresse humanitaire de l'autre côté de la frontière soudanaise.

## Acceptation sociale
Les populations locales d'ethnie turkana majoritairement pauvres, ont accueilli de façon mitigée l'émergence de ce complexe logistique et les arrivées d’étrangers pour la faire tourner. D'une part, certaines ont espéré bénéficier de « miettes » de l'aide humanitaire qui y transite, pillant parfois des magasins où abondent des biens alimentaires et sanitaires. D'autre part, la décalage entre leur mode de vie traditionnel et précaire avec celui des travailleurs d'ONG circulant en véhicule tout-terrain a déclenché plusieurs tensions, voire des affrontements. En réaction, l'ONU a dû déployer des soldats des forces de maintien de la paix des Nations unies pour garantir la sécurité.